# Ardin (instrumento musical)

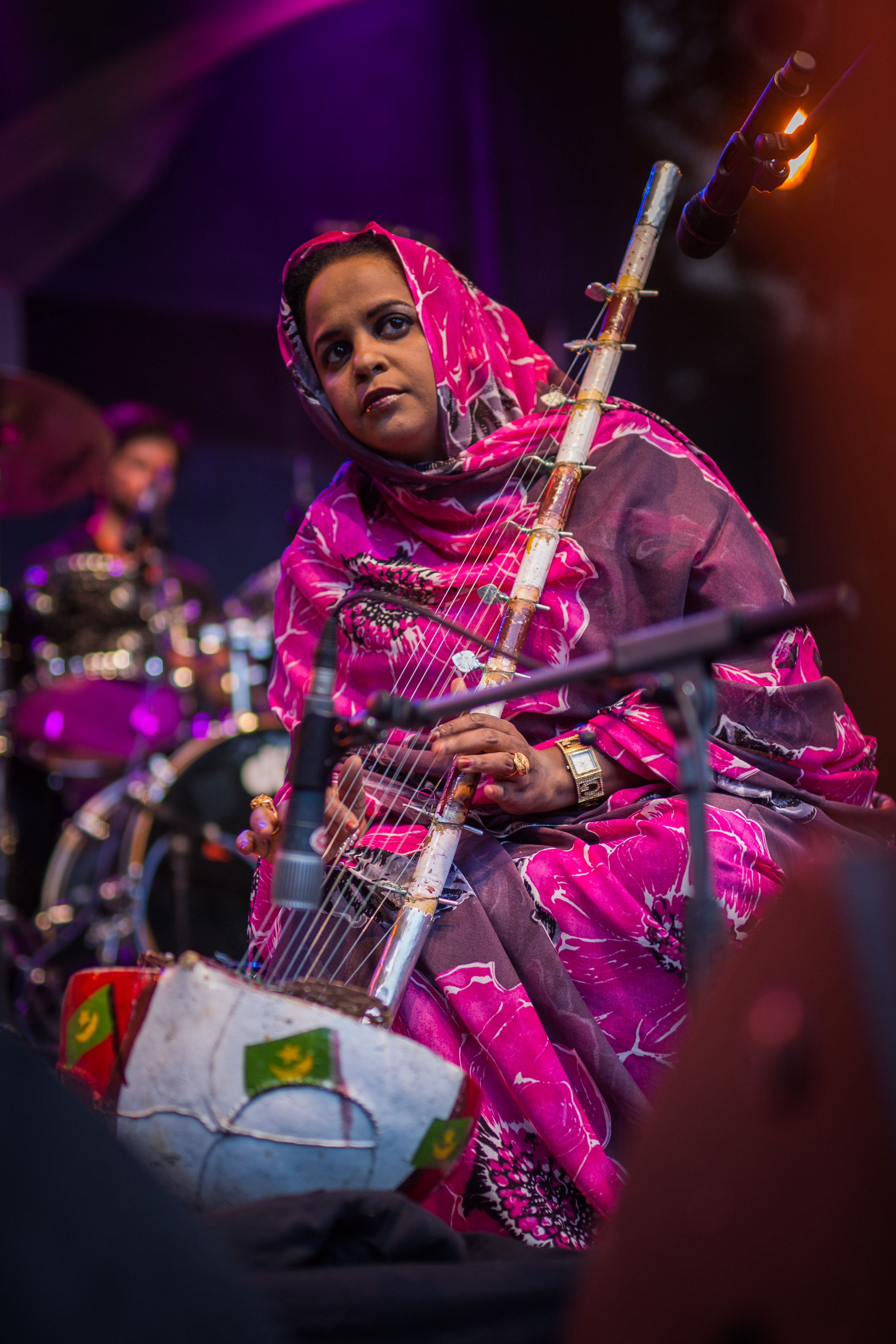
Noura Mint Seymali ejecutando el ardin.

El ardin es un instrumento musical de cuerdas propio de Mauritania.
Es un árpa de ángulo, y tiene dos piezas de madera (el mástil y el travesaño) que se encuentran encastradas formando un ángulo de aproximadamente noventa grados; entre diez y catorce cuerdas se extienden entre el mástil y el travesaño.
El ardin cuenta además con un resonador de calabaza. El mástil que suele ser construido con un trozo de caña de unos 70 cm de longitud es fijado sobre un lateral de una calabaza que ha sido partida por la mitad, sobre la abertura de la calabaza se extiende un cuero delgado que se tensa y sobre él se fija el travesaño  (de unos 20 a 30 cm de longitud) que queda encastrado en la base del mástil.   
El ardin guarda ciertas similitudes con un instrumento musical denominado kora. El ardin solo es ejecutado por mujeres.